# Sutherland (Afrique du Sud)
Pour les articles homonymes, voir Sutherland.
Sutherland est une ville située dans la province de Cap-Nord en Afrique du Sud.

## Géographie

### Localisation
Sutherland se trouve à environ 350 kilomètres au nord-est du Cap dans la partie ouest des montagnes de Roggeveld (en) dans le semi-désert du Karoo.

### Climat
Son climat aride et son altitude de 1450 mètres font de son ciel nocturne l'un des plus clairs et des plus sombres du monde. 
Le grand télescope d'Afrique australe ainsi que l'observatoire astronomique sud-africain se trouvent non loin de là à l'est de la ville.
Elle est connue pour être l'un des endroits les plus froids d’Afrique du Sud avec une température maximale annuelle moyenne de 20.5 °C et minimale annuelle moyenne de 3 °C.

## Histoire
Sutherland a été fondée en 1855 en tant que paroisse et bourg pour les éleveurs de moutons de la région. L'église réformée hollandaise en son centre a été construite en 1899.
Pendant la seconde guerre des Boers (1899-1902), l'église a été utilisée comme fort par des soldats britanniques en garnison. Un certain nombre d'engagements entre forces britanniques et boers ont eu lieu dans la ville.

## Économie
Les principales activités économiques sont le tourisme et l'élevage ovin.
L'observatoire astronomique sud-africain voisin joue un rôle important dans l'économie de la ville.

## Personnalités liées à la commune
- Nicolaas Petrus van Wyk Louw (1906–1970), poète issu de la communauté afrikaner y est né.
- Adriaan Vlok (1937-2023),  homme politique d'Afrique du Sud y est né.